# Halowy mityng lekkoatletyczny Pedro’s Cup 2010
6. Halowy mityng lekkoatletyczny Pedro’s Cup  – szósta edycja halowego mityngu Pedro’s Cup została rozegrana 10 lutego 2010 w hali "Łuczniczka" w Bydgoszczy. Podobnie jak rok wcześniej, odbyły się 3 konkurencje: skok o tyczce kobiet, skok wzwyż mężczyzn oraz pchnięcie kulą mężczyzn. Podczas mityngu nastąpiło uroczyste pożegnanie kończącego karierę sportową Artura Kohutka, rekordzisty Polski w biegu na 110 metrów przez płotki.

## Rezultaty

### Skok o tyczce kobiet

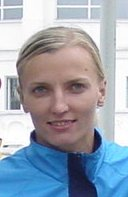
Anna Rogowska

| Pozycja | Zawodnik             | Wynik   |
| ------- | -------------------- | ------- |
| 1.      | Anna Rogowska        | 4,81 NR |
| 2.      | Fabiana Murer        | 4,71    |
| 3.      | Tatiana Połnowa      | 4,61    |
| 4.      | Swietłana Fieofanowa | 4,61    |
| 5.      | Silke Spiegelburg    | 4,61    |
| 6.      | Kate Dennison        | 4,51    |
| 7.      | Monika Pyrek         | 4,51    |
| 8.      | Anna Battke          | 4,31    |
| –       | Paulina Dębska       | NM      |

### Skok wzwyż mężczyzn
| Pozycja | Zawodnik           | Wynik |
| ------- | ------------------ | ----- |
| 1.      | Andra Manson       | 2,32  |
| 2.      | Kyriakos Ioannou   | 2,30  |
| 3.      | Andriej Tereszin   | 2,28  |
| 4.      | Sylwester Bednarek | 2,24  |
| 4.      | Dusty Jonas        | 2,24  |
| 6.      | Grzegorz Sposób    | 2,24  |
| 7.      | Jurij Krymarenko   | 2,20  |
| 8.      | Robert Wolski      | 2,15  |
| 8.      | Tora Harris        | 2,15  |
| 10.     | Wojciech Theiner   | 2,10  |

### Pchnięcie kulą mężczyzn

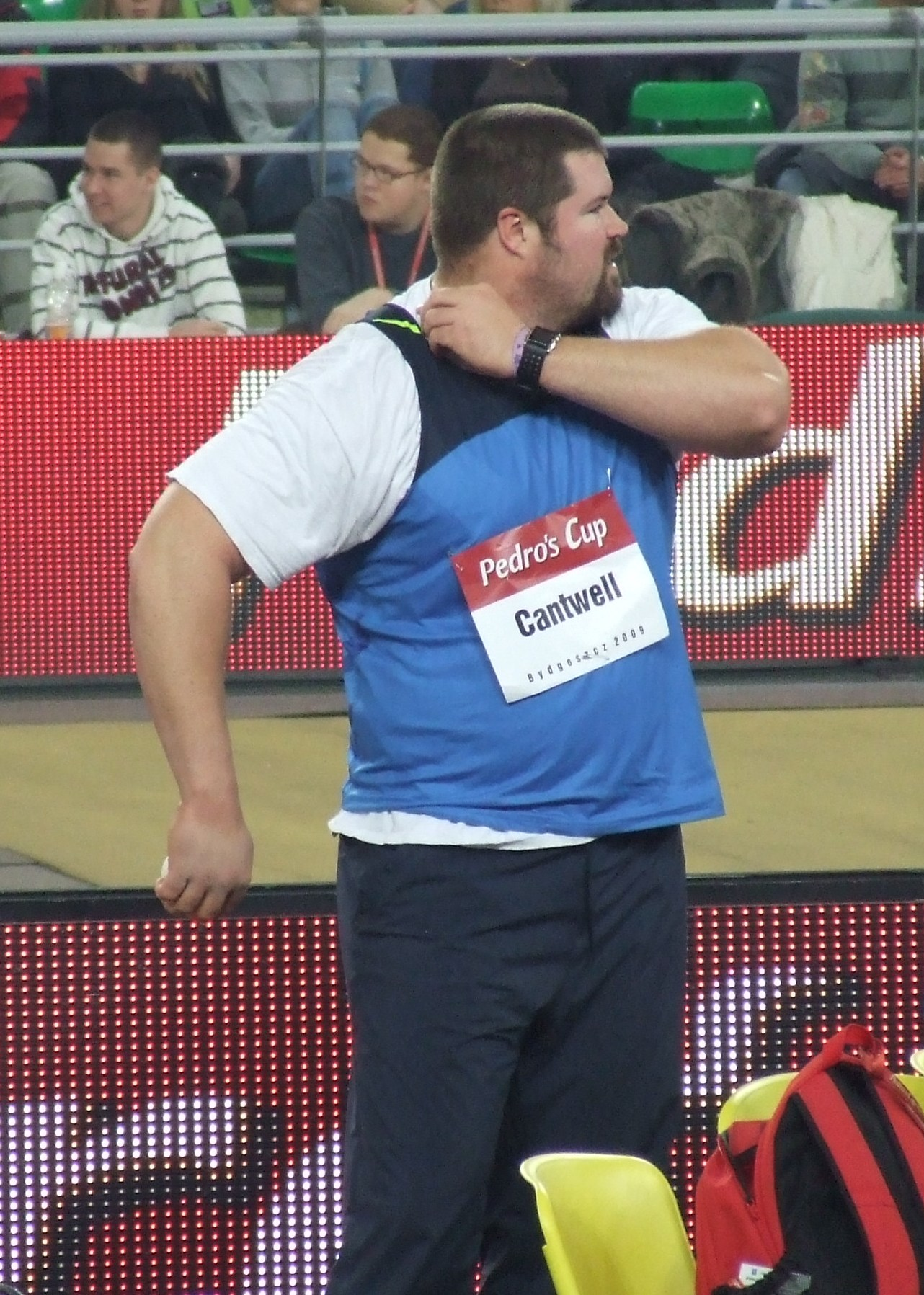
Christian Cantwell

| Pozycja | Zawodnik           | Wynik |
| ------- | ------------------ | ----- |
| 1.      | Christian Cantwell | 21,36 |
| 2.      | Reese Hoffa        | 20,97 |
| 3.      | Adam Nelson        | 20,91 |
| 4.      | Tomasz Majewski    | 20,86 |
| 5.      | Ralf Bartels       | 20,69 |
| 6.      | David Storl        | 20,34 |
| 7.      | Dylan Armstrong    | 20,14 |
| 8.      | Grzegorz Pankau    | 18,92 |
| 9.      | Krzysztof Krzywosz | 18,64 |
| 10.     | Andy Dittmar       | 18,61 |